# Cuiller (liturgie)

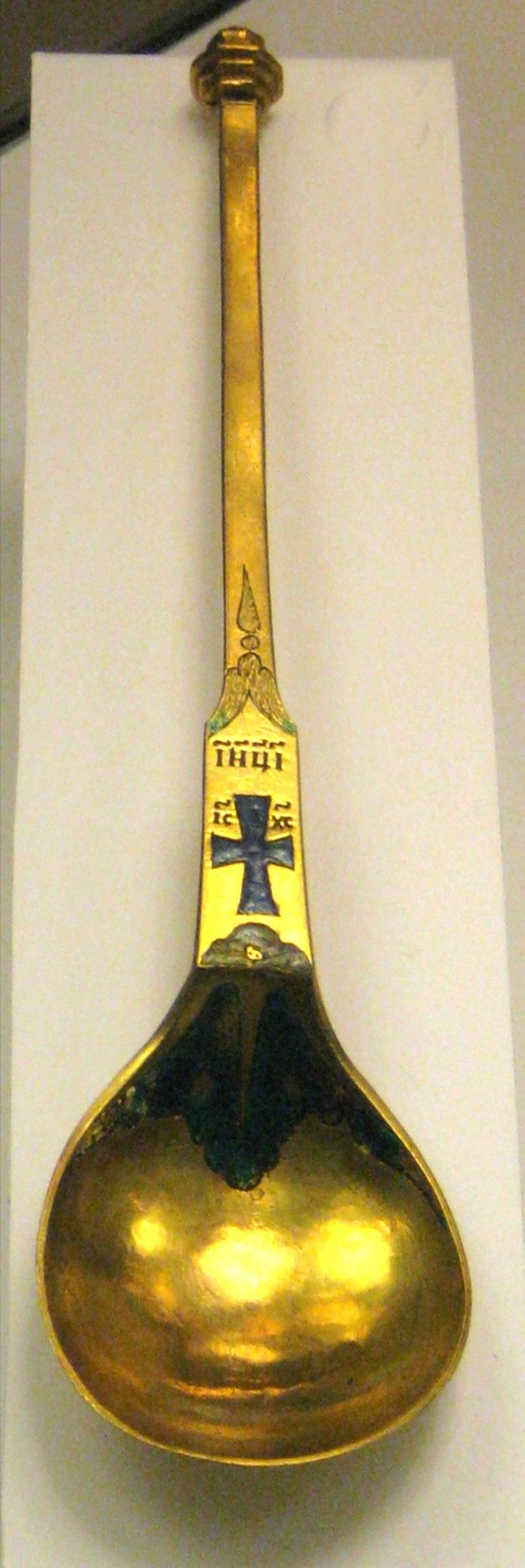
Cuiller de communion en or, Ukraine, fin du XVIIe ou début du XVIIIe siècle, (Musée historique d'État, Moscou).

La cuiller (grec ancien : Κοχλιάριον, kochliarion ; slavon d'église : Лжица, Ljítza) est un objet du culte utilisé dans les Églises d'Orient — Églises orthodoxes et Églises catholiques de rite byzantin — pour distribuer la communion aux laïcs.

## Histoire
Dans l'Église primitive, la communion était distribuée à tous, clercs et laïcs, de la même façon : chacun recevait le pain consacré en main et le plaçait lui-même en bouche, puis tous buvaient au même calice. Avec le temps, cependant, on craignit que quelques miettes du pain bénit tombent au sol ou que quelques gouttes de vin consacré se perdent. On utilisa alors des pincettes avec lesquelles le pain et le vin étaient mêlés et ce mélange précautionneusement placé dans la bouche du communiant. À partir du IXe siècle, on commença d'utiliser une cuiller pour le même usage et pour les mêmes raisons, le clergé, toutefois, continuant de recevoir la communion selon la coutume antique auprès de l'autel.

## Usage liturgique
Dans le rite byzantin, lorsque vient le moment de la Communion, l'Agneau (Hostie) est coupé en petits morceaux placés dans le calice. Puis il est distribué aux fidèles avec la cuiller. Ainsi, ceux-ci reçoivent le Corps et le Sang du Christ sans toucher de leurs mains les Saintes Espèces. À la fin de la liturgie, le diacre utilise la cuiller pour brûler les Saints Dons inutilisés puis il purifie la cuiller, l'épée et la calice d'un mélange de vin et d'eau chaude (en général, la patène est purifiée seulement à l'eau).
La cuiller est normalement disposés sur la table de prothèse, où le pain et le vin sont préparés pour l'Eucharistie, à côté du calice et de la patène, de l'astérisque et de l'épée. Objet du culte, elle ne peut servir à aucun autre usage que celui fixé par la liturgie ; aucun membre du clergé de rang inférieur au diaconat ne peut la toucher. Comme elle vient au contact du Corps et du Sang du Christ, la cuiller, comme l'épée, doit être faite de métal précieux (ou, au moins, plaqué d'or ou d'argent).
La cuiller sert à préparer les Dons présanctifiés lors de la liturgie des dimanches du Grand Carême et la réserve eucharistique le Vendredi saint. Le prêtre, tenant l'Agneau de la main gauche, l'élève au-dessus du calice. Avec la cuiller dans la main droite, il verse quelques gouttes de vin sur la face inférieure de l'Agneau, où a été faite l'entaille avec l'épée lors de la proscomidie.

## Autres usages dans les Églises d'Orient
Dans le rituel orthodoxe, l'Église maronite fait exception : le prêtre, lors de la Communion, tenant à la main le pain consacré, l'humecte d'un peu de vin dans le calice, porté par le diacre, et le place dans la bouche du communiant. La cuiller est souvent présente sur l'autel parmi les objets du culte mais n'est pas utilisée. Cette pratique est également celle de l'Église grecque-catholique melkite.